# Autographa venezuelensis
Autographa venezuelensis är en fjärilsart som beskrevs av Embrik Strand 1917. Autographa venezuelensis ingår i släktet Autographa och familjen nattflyn. Inga underarter finns listade i Catalogue of Life.